# Grands procès tunisiens
Les grands procès tunisiens sont des procès politiques de masse qui ont émaillé l'histoire de la Tunisie moderne depuis l'indépendance du pays jusqu'à la révolution tunisienne de 2011.
Comme ce fut le cas en URSS, avec les grands procès de Moscou, les grands procès en Tunisie sont surtout le reflet du caractère autoritaire du pouvoir absolu détenu par des présidents sans réels contre-pouvoirs, avec un régime de parti unique (Néo-Destour devenu Parti socialiste destourien puis Rassemblement constitutionnel démocratique) et l'absence d'indépendance de la justice. Les grands procès en Tunisie constituent aussi un témoignage sur la coloration politique de l'opposition au pouvoir à diverses étapes de l'histoire de la Tunisie. Par ailleurs, ces procès montrent par leur organisation les méthodes employées à diverses époques afin d'utiliser la justice comme outil de sanction des mouvements d'opposition.

## Procès des yousséfistes
Dès l'accession du pays à l'autonomie interne, en juin 1955, Salah Ben Youssef s'oppose à Habib Bourguiba. Dans son sillage se cristallise l'opposition au leader du Néo-Destour : les affrontements entre les deux camps tournent parfois à la violence. La justice fait alors partie des instruments utilisés par le pouvoir contre les yousséfistes, nom donné aux partisans de Ben Youssef.
Le 19 avril 1956, un mois à peine après l'indépendance du pays, une juridiction d'exception, la Haute Cour, est mise en place par le pouvoir. Dans cette phase de transition où le pays est encore une monarchie et n'est pas encore doté d'une constitution, la Haute Cour dispose de pouvoirs absolus puisque ses arrêts sont immédiatement exécutoires et ne peuvent être attaqués ni par voie d'appel, ni par pourvoi en cassation. Les condamnés à mort ne peuvent pas être graciés par le bey.
La Haute Cour a été mobilisée pour réprimer le mouvement des yousséfistes à diverses reprises :
- 24 mai 1957 : Elle condamne Salah Ben Youssef (exilé) par contumace à la peine de mort ; plusieurs de ses partisans sont condamnés à des peines d'emprisonnement.
- 3 octobre 1959 : Elle intente un nouveau procès aux yousséfistes : 123 des 128 prévenus sont reconnus coupables de « complot visant à assassiner le président de la République » ; huit d'entre eux sont condamnés à mort et sept sont exécutés.

La Haute Cour est aussi appelée à délibérer dans le cadre du procès du cheikh Abderrahmane Khlif en 1961 : ce procès voit la condamnation du cheikh et de 137 autres personnes à la suite d'une manifestation organisée à Kairouan pour protester contre la mutation du notable religieux, très critique à l'égard de Bourguiba. Les condamnés sont cependant graciés quelques mois après le procès.

## Procès des tentatives de coup d'État
Le 25 décembre 1962, le gouvernement tunisien annonce la découverte d'une tentative de complot visant à assassiner le président Habib Bourguiba. Cette fois, les conjurés, dont beaucoup sont d'anciens résistants (Lazhar Chraïti, Ali Ben Salem, etc.) et certains des militaires en exercice (Moncef El Materi), sont traduits devant une juridiction militaire. Après une campagne d'arrestations qui touche de 200 à 400 personnes et une chasse à l'homme dans la ville de Bizerte, d'où sont originaires une grande partie des conjurés, le procès se tient devant le Tribunal militaire de Tunis.
Le 31 décembre, 26 inculpés (18 civils et huit militaires) dont l'un est en fuite sont traduits pour complot contre la sûreté de l'État. Le tribunal est composé du président de la Haute Cour assisté de deux juges civils et deux juges militaires. Le procès fortement médiatisé se tient dans une salle de la caserne de Bouchoucha du 12 au 17 janvier. Treize condamnations à mort sont prononcées par le tribunal contre les huit militaires et cinq civils. Deux des militaires voient leurs peines commuées en prison à perpétuité ; les autres inculpés sont condamnés à des peines d'emprisonnement avec travaux forcés allant d'un an à la perpétuité. Les peines de mort sont exécutés le 25 janvier 1963. Les autres condamnés sont transférés au bagne de Ghar El Melh puis à la prison de Borj Erroumi ; ils sont graciés par Bourguiba et libérés le 31 mai 1973.
Dans l'année 1963, plusieurs procès se tiennent en marge du complot :
- Février 1963 : cinq élèves de Thala, dans le gouvernorat de Kasserine, proches d'un conjuré exécuté sont condamnés à des peines allant de trois à huit mois de prison.
- Mars 1963 : un premier procès voit dix inculpés, dont d'anciens résistants, jugés : quatre d'entre eux sont condamnés à des peines de vingt ans de travaux forcés, les autres étant libérés. Un deuxième procès se tient le même mois et touche plusieurs notables. Cette fois, 43 inculpés sont à la barre, le verdict se traduisant par une peine capitale par contumace et trois condamnations à vingt ans de travaux forcés. Parmi les condamnés figure Sahbi Farhat, instituteur et syndicaliste, qui a écopé de deux ans d'emprisonnement et qui meurt en prison un an après sa condamnation, faute de soin, avec un autre coïnculpé.
- Mai 1963 : quatre inculpés dont Hassen El Ayadi, ancien fellaga et homme de main du Néo-Destour, sont inculpés et condamnés ; El Ayadi est condamné à mort et exécuté. Des peines allant jusqu'à dix ans de travaux forcés sont prononcées pour les autres inculpés.

En 1980, à la suite des événements de Gafsa qui voient un commando armé en provenance de Libye tenter de provoquer une insurrection populaire, les membres du commando sont appréhendés et traduits en justice. La Cour de sûreté de l'État condamne une quarantaine de prévenus : Quinze d'entre eux sont condamnés à mort et exécutés, 25 récoltent des peines de travaux forcés à perpétuité.

## Procès de l'affaire Ben Salah
Ahmed Ben Salah, leader syndicaliste des années 1950, est devenu dans les années 1960 le bras droit du président Habib Bourguiba. L'homme, qui occupe la tête de cinq ministères à cette époque, est en première ligne dans l'expérience coopérative. Lorsque celle-ci tourne à l'échec avec la crise de septembre 1969, Bourguiba fait porter l'échec sur Ben Salah et l'accuse de l'avoir trompé. L'épilogue de l'expérience coopérative se solde devant les tribunaux :
- Mai 1970 : lors du procès d'Ahmed Ben Salah et de six de ses collaborateurs pour haute trahison, Ben Salah est condamné par la Haute Cour à dix ans de travaux forcés et dix ans de privation de ses droits civils ; ses collaborateurs écopent de peines allant jusqu'à cinq ans de prison.
- Juin 1973 : à la suite de l'évasion de Ben Salah de la prison civile de Tunis, douze personnes sont jugées pour complicité d'évasion ; neuf d'entre elles sont condamnées à des peines allant de un an à onze ans de prison ferme[8].
- Mai-août 1977 : 17 militants du Mouvement de l'unité populaire, parti fondé par Ben Salah en exil, sont traduits en justice pour complot contre la sûreté de l'État ; les peines prononcées vont de six mois à huit ans de prison[9].

## Procès de la jeunesse étudiante et lycéenne
À partir des années 1960 et 1970, les universités sont des foyers de contestation sporadiques au régime tunisien. À diverses occasions, des contestations touchent des lycées. Le régime réprime ces mouvements et il s'ensuit une série de procès :
- Début 1967 : neuf étudiants sont condamnés à des peines de prison à la suite d'un mouvement de protestation ayant suivi l'arrestation de deux étudiants[10].
- Juillet 1967 : vingt étudiants sont condamnés à des peines de prison pour avoir organisé la manifestation du 6 juin 1967 contre la guerre du Viêt Nam. Le tribunal militaire ordonne des peines d'emprisonnement avec travaux forcés : Ahmed Ben Jannet, membre du mouvement Perspectives tunisiennes, écope de la peine la plus lourde avec vingt ans de prison avec travaux forcés ; tous les condamnés sont graciés en 1970[8].
- Janvier 1976 : après que cinq étudiants sont condamnés à des peines de prison en décembre 1975, pour injure au chef de l'État et vol de document, quatorze autres étudiants ayant organisé une manifestation de solidarité avec leurs collègues sont également traduits en justice ; douze d'entre sont condamnés à des peines de prison ferme[8].
- Mai 1976 : dix étudiants comparaissent devant le Tribunal correctionnel de Tunis après l'organisation d'une manifestation. Ils sont jugés pour atteinte à la dignité du chef de l'État, atteinte à l'ordre public et organisation d'une manifestation sur la voie publique ; cinq d'entre eux écopent de peines de prison de quatre mois[8].
- Janvier 1977 : à la suite d'une manifestation organisée à Jendouba contre l'augmentation de la pension d'internat, vingt lycéens (treize garçons et sept filles) sont traduits en justice et condamnées à des peines de deux ans de prison ferme[8].

## Procès des syndicalistes et des mouvements ouvriers
L'effervescence sociale de la Tunisie des années 1970 ne s'est pas faite sans heurts avec le régime. Aux grèves et sit-in des ouvriers, le régime oppose la justice, surtout dans le cas où les mouvements sociaux tournent à l'émeute. On a ainsi assisté à certains grands procès visant les dirigeants et participants à ces mouvements sociaux. Plus tard, après l'arrivée de Zine el-Abidine Ben Ali au pouvoir en 1987, d'autres procès mettant en cause des syndicalistes ont lieu :
- Octobre 1976 : à la suite d'un mouvement de grève à la mine de Jérissa, onze ouvriers sont arrêtés et traduits en justice à des peines allant jusqu'à un an et demi de prison[8].
- Novembre 1976 : 68 paysans de Bir Mcherga dont des ouvriers agricoles sont condamnés à des peines allant de trois à cinq ans de prison ferme avec travaux forcés pour désobéissance, offense à un fonctionnaire et atteinte à la propriété d'autrui[8].

Après les évènements du 26 janvier 1978, connus aussi sous l'appellation de « Jeudi noir », qui se sont soldés par des dizaines de morts, une série de grands procès a lieu. Bien que la plupart des victimes aient été blessées par les forces de l'ordre, ce sont les syndicalistes qui sont tenus par l'État pour responsables du désordre et qui par conséquent passent en justice.
- Janvier-février 1978 : plusieurs procès ont lieu dans les jours qui suivent le 26 janvier ; ils conduisent à la condamnation de quelque 500 personnes dont une majorité de syndicalistes.
- Juillet 1978 : la chambre criminelle de la cour d'appel de Sfax condamne 39 responsables syndicaux de la région à des peines de prison allant jusqu'à deux ans et demi de prison.
- Août 1978 : la chambre criminelle de Sousse invoque son incompétence dans le procès de 101 syndicalistes et le renvoie à la Cour de sûreté de l'État. Douze d'entre eux voient leur inculpation maintenue en novembre. À la même période, le procès de quarante dirigeants syndicalistes de la région de Tunis s'ouvre dans la capitale ; ils sont accusés de nombreux chefs d'inculpation dont celui d'incitation au désordre, au meurtre et au pillage, qui est puni par la peine de mort par le code pénal tunisien à cette époque.
- Octobre 1978 : le secrétaire général de la centrale syndicale de l'UGTT, Habib Achour, est condamné à dix ans de travaux forcés ; quatorze autres syndicalistes sont condamnés à des peines allant de six mois de prison à dix ans de travaux forcés alors que six autres inculpés bénéficient d'un sursis et sept autres sont acquittés. L'ensemble des condamnés sont libérés quelques mois plus tard.
- Décembre 2008 : à la suite du mouvement social du bassin minier de Gafsa, un procès se tient au tribunal de première instance de Gafsa. Le procès ne comporte ni interrogatoires ni plaidoiries et le jugement est prononcé à huis clos. Cinq syndicalistes dont Adnane Hajji, enseignant et meneur du mouvement, écopent de dix ans de prison ; 38 autres inculpés sont quant à eux condamnés à des peines allant de deux à six ans de prison[13].

## Procès de la gauche tunisienne
Dans la période des années 1960 et 1970, les mouvements de gauche ont fait l'objet de plusieurs procès politiques importants. Une juridiction d'exception, la Cour de sûreté de l'État, avait été créée à l'occasion du premier grand procès de la gauche tunisienne en 1968 :
- Septembre 1968 : Lors du procès du mouvement Perspectives tunisiennes devant la Cour de sûreté de l'État, 69 membres du mouvement, avec quatorze militants communistes sont condamnés à des peines de prison pour atteinte à la sûreté de l'État, à la suite du mouvement étudiant de mars 1968. Outre les étudiants, les condamnés comptent dans leur rang des enseignants et des fonctionnaires. Ce procès retransmis directement sur les ondes de la radio nationale a débouché sur de lourdes peines telles que : quatorze ans de prison pour Noureddine Ben Khedher, Gilbert Naccache et Brahim Razgallah, onze ans et demi pour Mohamed Mahfoudh et Mohamed Rached Bellalouna, dix ans et un mois pour Ahmed Ben Othman Raddaoui, neuf ans et un mois pour Tahar Ben Othman, huit ans et demi pour Aziz Krichen. Tous les condamnés sont graciés en 1970[15].
- Août 1974 : Un deuxième procès du mouvement Perspectives, appelé aussi procès d'El Amal Ettounsi (du nom du journal clandestin édité par le mouvement), qui se tient en mars 1973, a lieu après la saisie de 600 exemplaires du journal transportés par un ressortissant belge à l'aéroport de Tunis ; Francis Laveaux et quatre autres militants y sont condamnés à des peines allant de un à trois ans de prison. Les militants arrêtés en majorité en 1973 sont jugés le 5 août 1974 devant la Cour de sûreté de l'État ; 205 militants du mouvement sont jugés en compagnie de 17 militants du Groupement marxiste-léniniste tunisien (GMLT)[16]. 81 condamnations sont prononcées par contumace à des peines de prison ferme allant de deux à douze ans, quarante condamnations à des peines de prison ferme de un à dix ans et 54 condamnations à des peines de prison avec sursis allant de un à dix ans ; douze prévenus sont acquittés lors du procès en appel en juillet 1975[8].
- Septembre-octobre 1975 : Un nouveau procès est intenté contre 101 militants d'extrême gauche, appartenant pour la plupart au mouvement El Amal Ettounsi et qui sont déférés devant la cour de sûreté de l'État pour complot, maintien d'association illégale, etc[17]. 28 condamnations[18] par contumace sont prononcées variant de onze ans de prison (à l'encontre de Ahmed Néjib Chebbi) à cinq ans de prison ; dix inculpés sont acquittés, dix condamnés à des peines avec sursis et 39 condamnés à des peines variant de sept ans à six mois. Mohamed Salah Fliss, Mohamed Kilani (ar) et Mohamed Khemili sont condamnés à sept ans de prison ; Mohamed-Chérif Ferjani, Hmaïed Ben Ayada et Mohamed Khenissi écopent de six ans de prison et Hamma Hammami de quatre ans de prison.

## Procès des mouvements islamistes
Dans les années 1980 et au début des années 1990, les mouvements islamistes qui avaient gagné en popularité ont fait l'objet de plusieurs grands procès politiques :
- Septembre 1981 : après le refus de la demande de légalisation du Mouvement de la tendance islamique (MTI), le 6 juin, une campagne d'arrestation touche les dirigeants du mouvement dès le mois de juillet[19]. 107 d'entre eux sont aussitôt traduits en justice et condamnés ; le président du parti Rached Ghannouchi écope d'une peine de onze ans de prison ferme dont il en purge trois avant d'être libéré comme tous les autres détenus amnistiés en 1984[20].
- Mars 1985 : 48 membres du Parti de la libération islamique, dont 19 militaires, sont condamnés à des peines de deux ans de prison pour les civils et de huit ans pour les militaires. Auparavant, deux séries de condamnations touchent les membres du parti en 1982 et 1983[21].
- Septembre 1987 : un deuxième procès du MTI se tient sous haute sécurité, à la caserne militaire de Bouchoucha, après des attentats à Sousse et Monastir imputés par le régime au mouvement. À l'issue de ce procès, Ghannouchi est condamné à la prison avec travaux forcés à perpétuité[22]. Ce procès se traduit par des peines de mort pour sept membres dont cinq par contumace ; Mehrez Boudagga et Boulbeba Dekhil, les deux seuls condamnés à mort en état d'arrestation, sont exécutés par pendaison le 8 octobre[21]. Tous les autres membres du MTI condamnés à ce procès sont graciés en 1988.
- Août 1992 : lors des procès de Bab Saadoun et de Bouchoucha, du nom des juridictions militaires devant lesquelles sont traduits 265 islamistes d'Ennahdha pour un supposé complot, les observateurs d'Amnesty International présents constatent la violation de nombreuses règles élémentaires de justice. Par exemple, l'allégation de complot a été retenue en 1991 alors que plusieurs prévenus étaient déjà arrêtés en 1990. Les peines prononcées, considérées comme très lourdes, vont jusqu'à vingt ans de prison voire l'emprisonnement à vie[23].

## Procès en application de la loi anti-terroriste
Après les attentats du 11 septembre 2001 et l'attentat d'avril 2002 contre la synagogue de la Ghriba (Djerba), le régime tunisien adopte le 10 décembre 2003 une loi anti-terroriste, officiellement pour soutenir les efforts internationaux de lutte contre le terrorisme. Le texte est vivement critiqué par les organisations de défense des droits de l'homme pour son caractère liberticide. Une série de grands procès se tiendront en vertu de cette loi. Peu médiatisés du fait de la censure, ces procès ont souvent concerné des cyberdissidents ou des jeunes fréquentant les mosquées :
- Avril 2004 : Six jeunes hommes et un professeur originaires de Zarzis sont accusés et condamnés en vertu de la loi anti-terroriste à des peines allant jusqu'à treize ans de prison ; deux autres accusés en exil à l'étranger sont quant à eux condamnés à des peines de 26 ans de prison par contumace. Ce procès, souvent appelé « procès des internautes de Zarzis », est considéré comme l'un des premiers procès de la cyberdissidence[25].
- Mai 2004 : Neuf jeunes dont huit étudiants, arrêtés en février 2003 au motif qu'ils avaient l'intention de rejoindre la Palestine, sont condamnés par le Tribunal de première instance de Tunis. Le procès connu comme le « procès des jeunes de l'Ariana », d'où sont originaires les prévenus, se solde par des peines allant jusqu'à huit ans et trois mois de prison[26].

## Amnistie générale de 2011
Le 19 février 2011, à la suite de la révolution tunisienne, le gouvernement de transition décrète l'amnistie générale des prisonniers politiques. Le projet de loi avait été entamé dès le 20 janvier, soit six jours après la fuite du président Zine el-Abidine Ben Ali. Selon le décret, tous ceux qui ont été emprisonnés ou qui ont été poursuivis pour des crimes de droit commun à la suite de leurs activités politiques ou syndicales [sont en mesure] de bénéficier de l'amnistie ». À la date de l'amnistie, on estime que de 300 à 500 prisonniers politiques étaient toujours en prison.
Pour Luiza Toscane, militante des droits de l'homme en Tunisie, l'amnistie générale va permettre aux victimes de la justice de bénéficier de papiers d'identité, du droit à la circulation dans et à l'extérieur du pays, aux études, à la santé, à l'emploi tout comme elle va mettre fin au contrôle administratif des anciens prisonniers politiques. L'amnistie générale efface donc les peines des personnes condamnées dans les grands procès tunisiens et constitue leur dénouement.